# Broekstraat (Schilde)
De Broekstraat is een straat en kasseistrook in de Belgische provincie Antwerpen nabij Schilde. De kasseistrook ligt tussen de Wijnegemsteenweg en het Albertkanaal. De strook is 1600 meter lang en wordt opgenomen in diverse wielerkoersen. De bekendste wielerkoers is de Scheldeprijs waar de strook meermaals is opgenomen in de lokale rondes.